# Nya Weckobladet i Arboga
Nya Weckobladet i Arboga var en endagarstidning utgiven i Arboga från den 30 december 1853  till 14 december 1855. 

## Historia
Tidningen börjades ges ut i opposition till Arboga Tidning av de mera konservativa kretsarna i Arboga.
Utgivningsbevis för tidningen utfärdades för boktryckerikonstförvanten G. A. Lindgren den 22 november 1853, vilket dock förföll, varefter nytt bevis utfärdades 21 december 1853. Tidningen redigerades av komminister J. F. Törnqvist. Lindgren förklarade i sista numret den 14 december 1855, att han i december 1855 ämnade flytta sitt tryckeri till Köping och där ge ut en ny tidning med utgivning en gång i veckan under namn av Köpings Tidning.
Tidningen trycktes hos G. A. Lindgren enbart med frakturstil till 30 december 1853 därefter med fraktur och antikva blandat. Tidningen gavs ut fredagar med 4 sidor i folioformat och tre spalter på satsytan 33 x 21 cm. Prenumerationspriset var 3 riksdaler banko.